# Gustave Doré
Paul Gustave Doré (Estrasburg, 6 de gener de 1832 - París, 23 de gener de 1883) va ser un artista francès, gravador i il·lustrador.

## Biografia

### Joventut
Va néixer al número 5 (actualment 16) del carrer de la Nuée-Bleue a Estrasburg. És fill de Pierre Louis Christophe Doré, enginyer de ponts, i Alexandrine Marie Anne Pluchart. Van tenir dos fills més, Ernest, nascut a Epinal l'1 de juny de 1830, que es convertirà en compositor i empleat de banc, i Émile Paul, nascut dos anys després de Gustave, futur general. La família Doré tenia uns bon ingressos que permetran Gustave dedicar-se plenament al seu art.
Gustave Doré va tenir un fort vincle amb la seva mare al llarg de la seva vida, que estava orgullosa del talent del seu fill a qui sovint descrivia com a geni. Aquest suport era menys compartit pel seu pare que el volia destinar a una carrera menys precària. El 1834, la família Doré es va traslladar al número 6 del carrer des Écrivains, prop de la catedral gòtica.

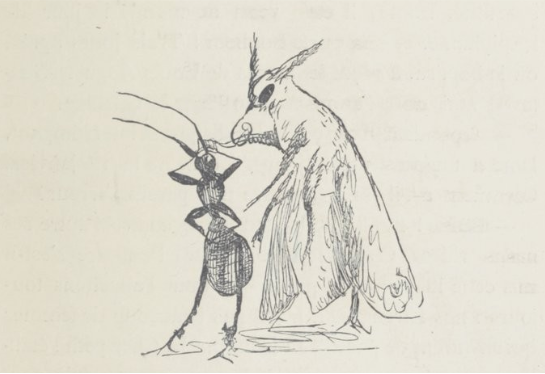
Carta il·lustrada de Gustave Doré (1837).

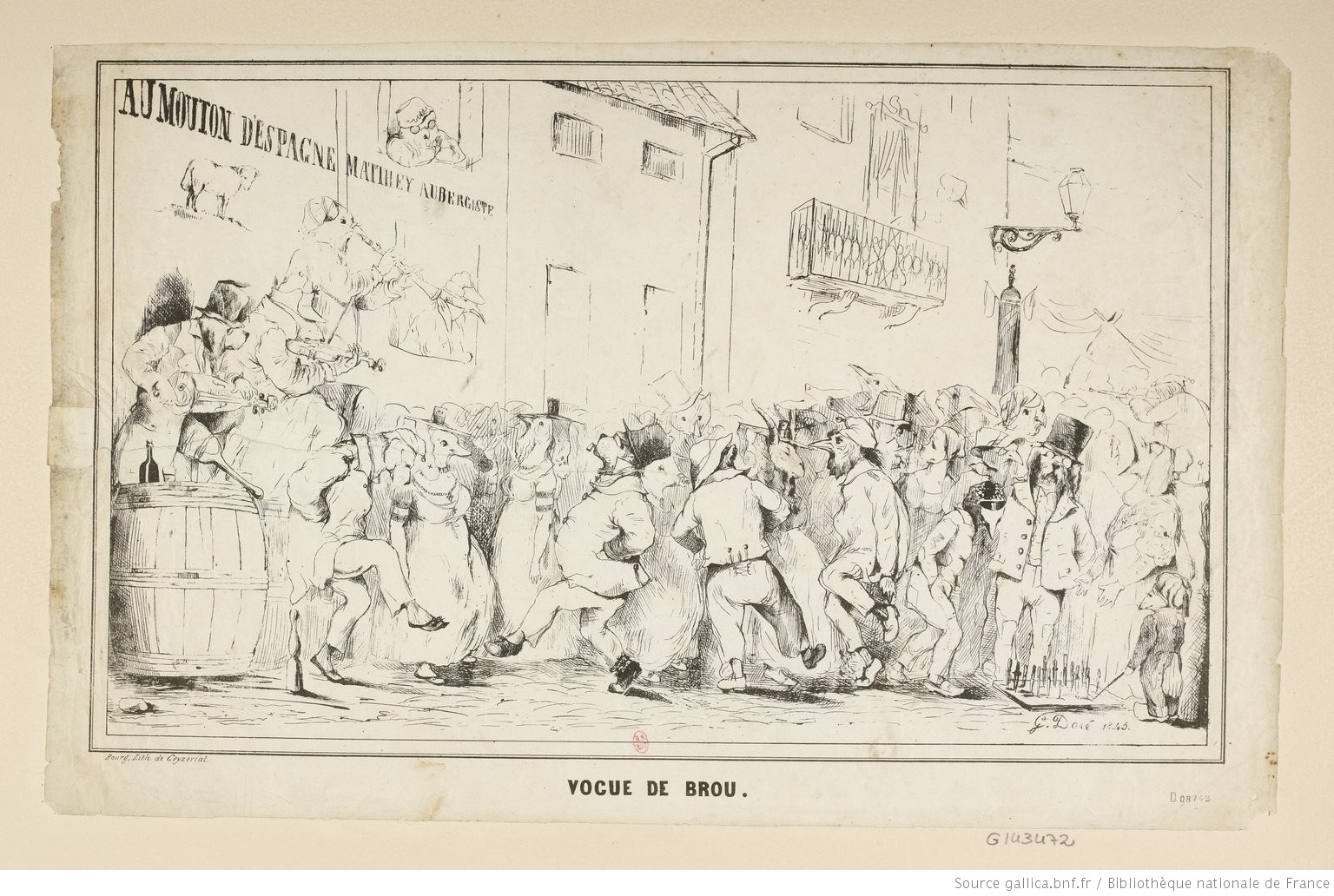
Vogue de Brou per Gustave Doré (1845).

Des dels cinc anys, Gustave Doré, dotat d'una gran capacitat d'observació, mostra un talent singular per dibuixar. Quan va obtenir la seva primera paleta de pintura, a l'arribar la nit, va pintar de verd una gallina, que va terroritzar els supersticiosos habitants de la ciutat. La seva gran curiositat li permet multiplicar els esbossos eclèctics (escenes íntimes o urbanes, mitològiques o antiguitats). Gustave entra a la classe de la pensió Vergnette, lloc de la catedral, com a intern, on comença a il·lustrar els seus quaderns i cartes escolars als seus familiars i amics. Va fer les seves primeres caricatures i va prendre com a objectiu el seu entorn. La seva fèrtil imaginació es nodreix de lectures i d'inspiracions excepcionalment precoces per a la seva edat. Doré dibuixa Mr. Fox, una sèrie de sis dibuixos a llapis inspirats en l'obra de Grandville. Amb un to humorístic i viu, combina el dibuix d'escenes independents utilitzant antropomorfisme, inspirat per Cham i Rodolphe Töpffer, especialment de les seves "histoires en estampes".
Doré també aprèn el violí, que domina molt ràpidament i que tocarà tota la vida. Al 1840, amb motiu del quatre-cents aniversari de la invenció de la impremta i la inauguració d'una estàtua de Guttenberg a Estrasburg, proposa als seus companys d'escola per reproduir la processó històrica. Organitza tot, decora els tancs i condueix el dipòsit del gremi de pintors-cristallers.
El 1841, el pare de Gustave Doré, Jean-Philippe, és nomenat enginyer en cap dels ponts i carreteres del departament d'Ain i la família Doré es va traslladar a Bourg-en-Bresse. El nen és un estudiant molt bo a l'escola, però encara és més notori per les seves caricatures i dibuixos inspirats en el món de Bressan que l'envolta. Troba inspiració en les decoracions gòtiques i les cases de l'edat mitjana de la ciutat.
Als 13 anys, al 1845, els seus primers treballs a publicar-se són tres litografies en ploma per la impremta Ceyzeriat de Bourg incloent Vogue de Brou. El mateix any va realitzar Aventures de Mistenflûte et de Mirliflor.

### Carrera professional

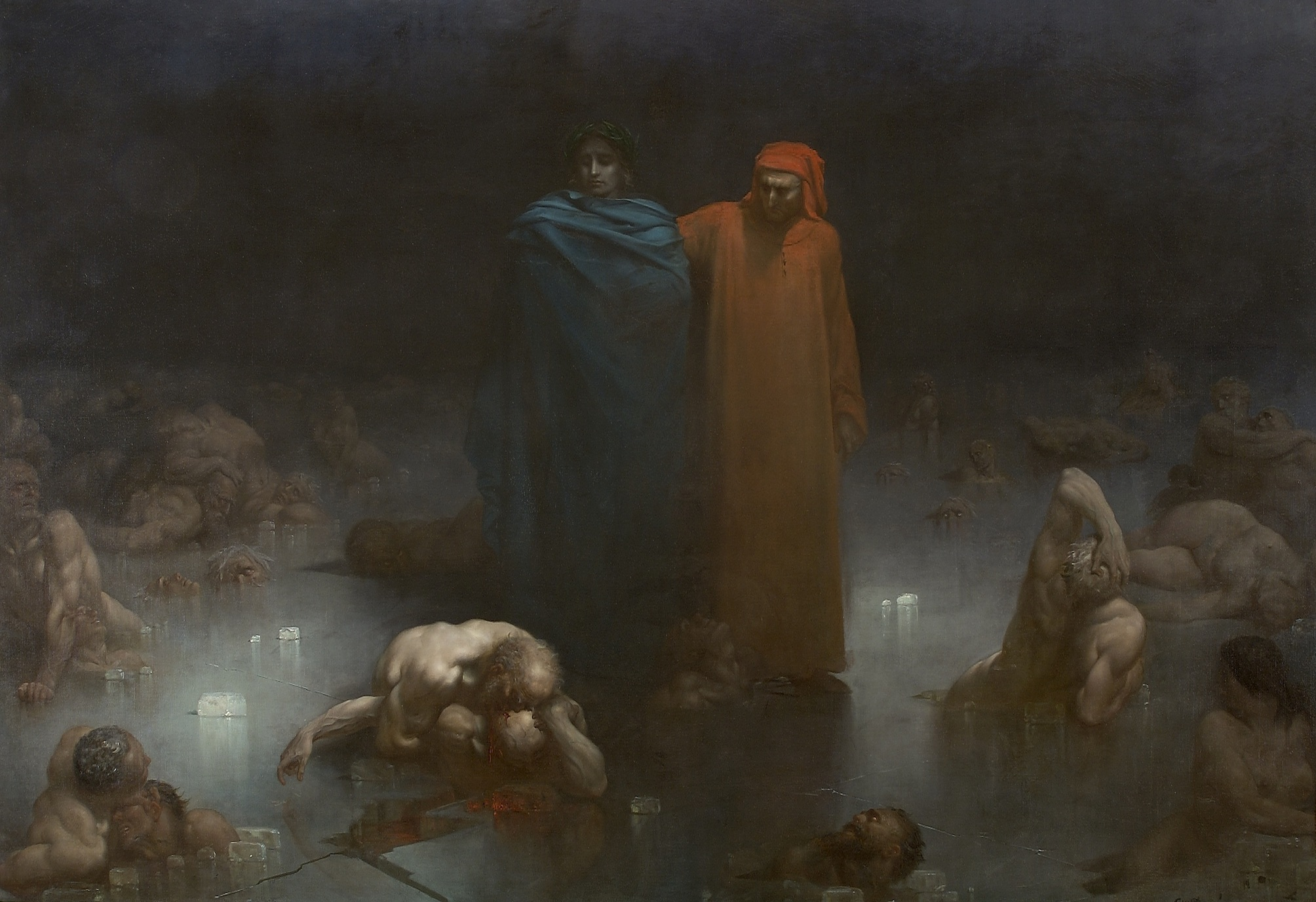
Dante et Virgile dans le neuvième cercle de l'Enfer (1861)

Va publicar la seva primera il·lustració als 15 anys. Va realitzar un llibre amb il·lustracions de París, i se li encarregà treballs sobre François Rabelais, Honoré de Balzac i Dante Alighieri. A una edat molt primerenca cobrava per foli més que Honoré Daumier.
El 1853 li van demanar il·lustrar treballs de Lord Byron, a l'acabar aquests li van sol·licitar treballs per a escriptors de parla anglesa, fins i tot una nova versió de la Bíblia, així com la famosa obra d'Edgar Allan Poe, El corb.

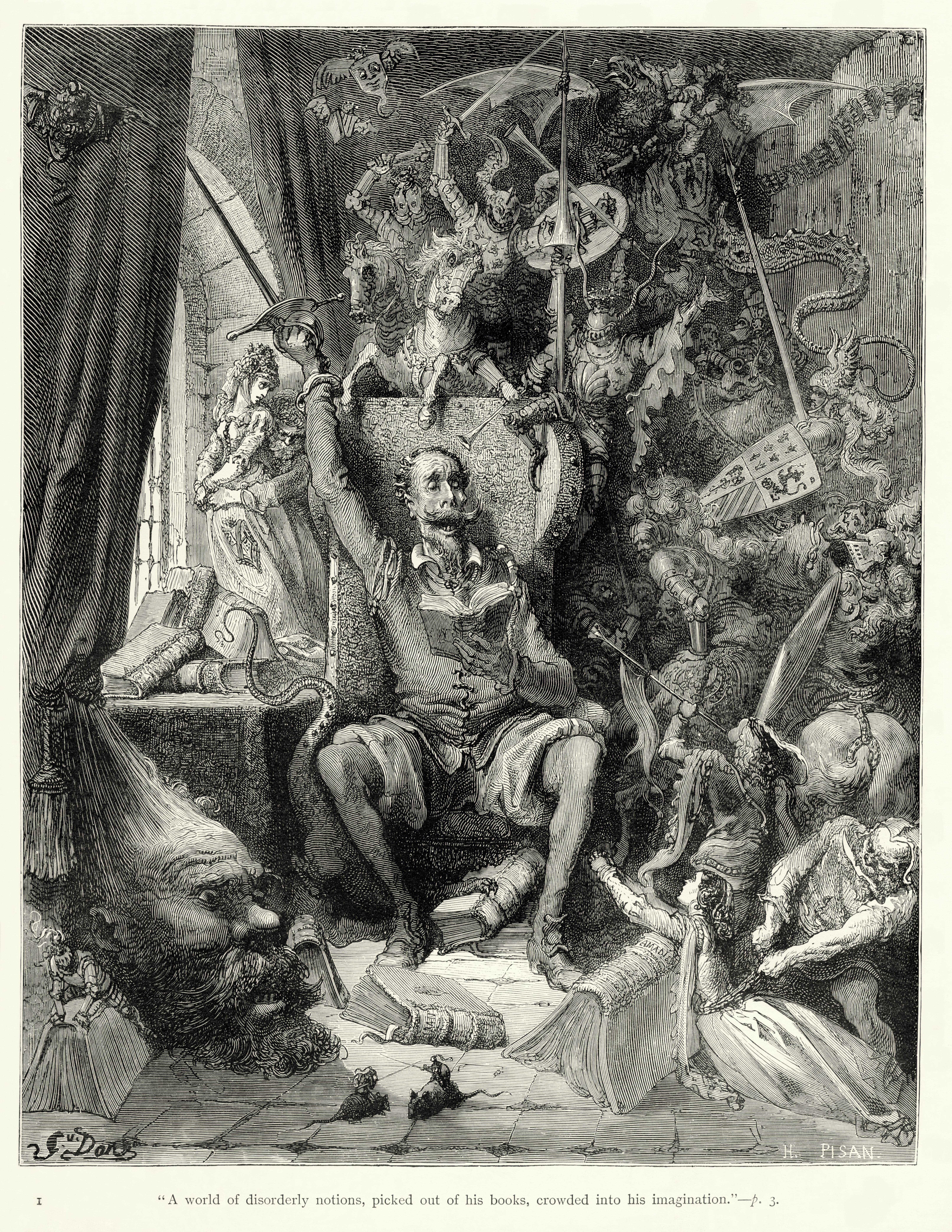
Portada de la versió il·lustrada per Doré d'el Quixot (1863)

El 1862 va viatjar per Espanya amb el Baró Davillier, de tal manera que a l'any següent van publicar ambdós una sèrie de cròniques sobre València, Galícia, etc que es va incloure en la col·lecció "Le Tour du Monde". Va residir per uns mesos a Barcelona. També els anys 1860, li van encarregar la il·lustració d'una edició en francès d'el Quixot, de Cervantes, que va influenciar les següents generacions quant a l'aparença física dels protagonistes.
La Bíblia (il·lustrada el 1865) va ser un gran èxit per a l'artista, de manera que el 1867 va haver de fer una gran exposició de les seves obres a Londres, aquesta celebració li va permetre fundar la Doré Gallery a New Bond Street.
El 1869, Blanchard Jerrold, fill de Douglas William Jerrold, va suggerir que treballessin junts per a produir un retrat de Londres. A Jerrold se li va ocórrer la idea de plasmar The Microcosm of London fet per Rudolph Ackermann, William Pyne i Thomas Rowlandson en 1808.
Doré va signar un contracte de cinc anys amb l'editorial Grant & Co, això implicava que havia de passar almenys tres mesos a l'any a Londres. Va cobrar la suma de 10.000 lliures esterlines per any. El llibre London: A Pilgrimage, amb 180 gravats va ser publicat el 1872. Encara que va ser un èxit comercial, a alguns crítics no els va agradar la publicació. A molts els va disgustar que Doré mostrés en la seva obra la pobresa existent a Londres.
Durant la comuna de París (1871), es va refugiar a Versalles.
Va morir d'un atac de cor als 51 anys el 23 de gener de 1883, deixant un treball impressionant de més de deu mil peces, que després tindran una forta influència en molts il·lustradors. El seu amic Ferdinand Foch organitza els funerals a la Basílica de Santa Clotilde de París, l'enterrament de Père-Lachaise i un menjar de comiat al carrer Saint-Dominique 73.